# Niederdeutscher Volkstanz
Dieser Artikel befasst sich mit den regionalen Besonderheiten des Volkstanzes im nördlichen Deutschland. 

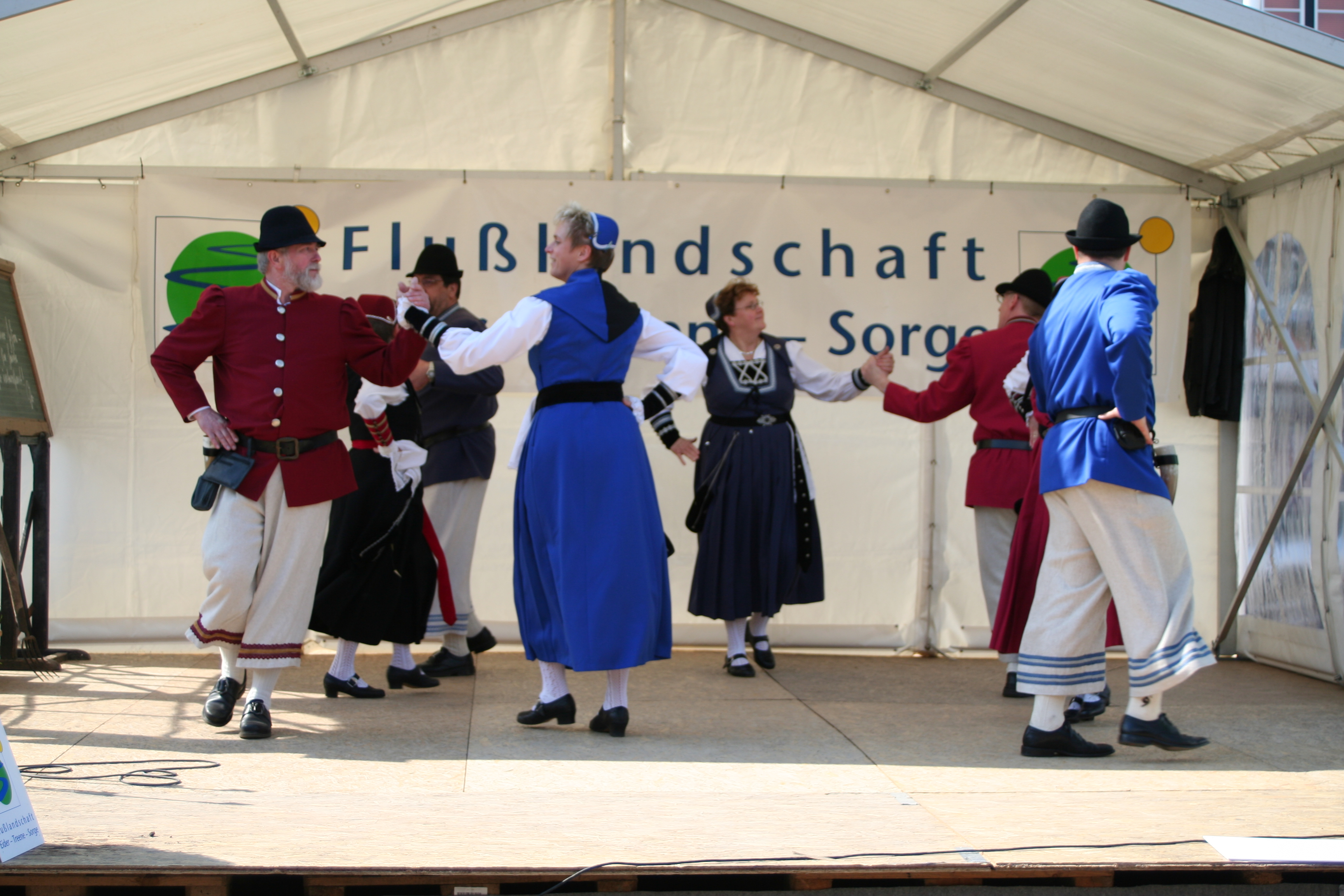
Tanzgruppe aus Dithmarschen

## Geografische Abgrenzung
Der niederdeutsche Volkstanz findet sich in den Gebieten Deutschlands, in denen Plattdeutsch gesprochen wird, also im gesamten Norddeutschen Raum zwischen der niederländischen und polnischen Grenze sowie von der Grenze zu Dänemark bis zu den ersten Ausläufern der Mittelgebirge, wo die Benrather Linie die südliche Grenze bildet.

## Fremde Einflüsse
Der niederdeutsche Volkstanz besitzt eigene Merkmale, die ihn von dem anderer Regionen Deutschlands unterscheidet. So sind Tanzschritte und -figuren wie zum Beispiel der Achterrüm-Schritt oder der Hamburger Rückschritt typische Eigenheiten.
Ein reger Austausch fand zwischen den Ostsee-Anrainern statt. So gibt es im niederdeutschen Volkstanz ebenso wie in Schweden die Mazurka und die Varsovienne, die beide ihren Ursprung im heutigen Polen (Masuren beziehungsweise Warschau) haben. 
Außerdem haben sich in Norddeutschland Tanzformen aus Holland, Frankreich und den britischen Inseln etabliert, die häufig von Reisenden, speziell Seefahrern mitgebracht wurden. Aus Irland kommt beispielsweise der Reelschritt.
Eine regelrechte Völkerwanderung hat der Schottisch gemacht, der als Ecossaise über Frankreich nach Deutschland kam und sich darüber hinaus in Schweden, Österreich und der Schweiz etablierte oder hier schon früher bestandenen Tänzen den Namen gab.

## Überlieferungen
Viele der beliebten Tänze ihrer Zeit wurden von verschiedenen Zeitgenossen akribisch gesammelt und aufgezeichnet, so von Wilhelm Stahl, Gertrud Meyer, Anna Helms-Blasche und Julius Blasche. In einzelnen Fällen sind die alten Tanzformen verloren gegangen, die Melodie samt dem Namen blieb jedoch erhalten. Die Tanzsammler haben für diese Tänze kurzerhand neue Tanzformen geschaffen. Ein Beispiel ist die Geestländer Quadrille.
Neben den alten Überlieferungen sind ab 1896 zur Zeit der Jugendbewegung auch neue Tänze entstanden, die heute ebenfalls zu den Volkstänzen gezählt werden.

## Tanzarten
Der niederdeutsche Volkstanz zeichnet sich durch eine große Vielfalt von Tanzformen aus. Dabei wird in der Regel paarweise, seltener als Trio (ein Bursche mit zwei Mädchen) getanzt.

### Paartänze und Kreistänze
Paartänze und Kreistänze werden auch Kleine Bunte genannt und mit beliebig vielen Paaren auf der Kreislinie getanzt. Bei einigen Tänzen ist es erforderlich, eine gerade Anzahl von Paaren zu haben.
- Fenster

Ein Kreistanz mit beliebig vielen Paaren. Den Namen erhält der Tanz durch eine  Tanzfigur, bei der die ineinander verschlungenen Arme der Tanzpaare eine Art Fenster bilden, durch das sich das Paar anschaut. Nach einem kompletten Durchspiel wechseln die einzelnen Tänzer zu neuen Partnern und der Tanz beginnt von vorne.
- Fingerschottisch (Hackeblock)

Ein Tanz mit drei Musik- und Tanzteilen, alle im Schottisch-Maß, mit Wechsel- und Hüpfschritten. Im zweiten Teil dreht sich das Mädchen unter dem Arm des Jungen um die eigene Achse, während sie sich über ihrem Kopf an seinem Zeigefinger festhält. Der Fingerschottisch ist ebenfalls ein Tanz mit beliebiger Paarzahl.
- Föhrer Kreuzpolka

Der Tanz entstand 1936 während eines Treffens des Rings für Heimattanz Hamburg mit dem Tanzkreis von der Insel Föhr. Da die Hamburger Gruppe nur aus Männern, die Föhrer nur aus Frauen bestand, wurde dieser Tanz kurzerhand erfunden, um miteinander tanzen zu können.
- Ostenfelder Poolsch oder Winnerter Poolsch

Der Tanz erzählt vom Spott der reichen Ostenfelder beziehungsweise Winnerter über das ärmliche Dorf Rosendahl.
- Siebensprung

Ein in nahezu ganz Deutschland bekannter Volkstanz, zum Teil mit unterschiedlichen Varianten. Gleich sind dabei immer die „Sieben Sprünge“. Zunächst wurde er als Frühlingsbrauchtanz, nicht nur vorgeführt, sondern als Brauchtumstanz nach der Ernte getanzt. Später wurde er zum Brautwerbetanz. Als letzterer wurde er von Anna Helms-Blasche auf Helgoland als Helgoländer Söbensprung aufgezeichnet. In alter Zeit wurde der Siebensprung nur von Tänzern getanzt. Erst viel später wurde der Siebensprung ein Paartanz. Wurde der Siebensprung früher von erwachsenen Tänzerinnen und Tänzern getanzt, findet er heute aufgrund seiner spielerisch lebhaften Art und dem einfachen, immer wiederkehrenden Aufbau fast ausschließlich im Kinder-Volkstanz Anwendung. Durch den Verlust seines wahren Hintergrundes ist der Siebensprung zu einem Kindertanz abgesunken. Dies begann aber bereits um 1870 in ganz Deutschland.
- Sylter Vortanz

Ein aus Westerland überlieferter und von Anna Helms-Blasche aufgezeichneter Tanz mit Walzer- und Polka-Elementen. Wilhelm Stahl hat diesen Tanz in etwas geänderter Form unter dem Namen Im Herbst in Keitum gefunden. Beide Tanzsammler bestätigen unabhängig, dass der Tanz aus dem späten 18. oder frühen 19. Jahrhundert stammt.
Weitere Beispiele für Paar- und Kreistänze:
- Buske di Remmer
- Jägerschottisch
- Klapptanz
- Lott is dood
- Stoppgalopp

### Tampeten
Tampeten gehören zu den Kolonnentänzen, bei denen beliebig viele Kolonnen hintereinander aufgestellt werden. Der Name leitet sich aus dem französischen Wort tempête (Gewitter) ab, da diese Tanzform im Vergleich zu den damals etablierten Tänzen in der Gesellschaft wie ein Gewitter einschlug. Bei dem Tanz stehen immer zwei Tanzkolonnen einander zugewandt und tanzen die Tanzfolge gemeinsam durch. Am Ende passieren sich die einzelnen Kolonnen und gelangen so zu einer neuen Gegenkolonne. Der Tanz beginnt von vorne. Im Idealfall wird daraus ein Endlos-Tanz, wenn sich die Kolonnen auf einer Kreisbahn aufstellen. Die Tampete eignet sich bei Tanztreffen als Begrüßungstanz und wird zu diesem Zweck gelegentlich so lange gespielt, bis alle Kolonnen miteinander getanzt haben.
- Tampet (in Südniedersachsen auch als Braunschweiger Tampete bezeichnet)

Die in Norddeutschland bekannte Tampet ist weitestgehend identisch mit gleichnamigen Überlieferungen aus anderen Regionen Deutschlands, z. B. Thüringen. Das lässt vermuten, dass dieser Tanz einen anderen Ursprung hat und sich durch Überlieferung in Norddeutschland etabliert hat.
- Obernkirchner Tampete
- Tampete Dunkelschatten
- Städtische Tampete

### Figaro
- Die schöne Wulka
- Kleiner Figaro

### Reihentänze
- Lange Reihe
- Halber Mond
- Lustig vörn Dische

### Trioletts
Bei den Trioletts tanzen immer drei Personen zusammen, üblicherweise ein Bursche rechts und links flankiert von je einem Mädchen. Trioletts treten sowohl als Kolonnen- und Kreistänze als auch als Quadrillen auf (z. B. Großes Triolett).
- Allemande
- Birnbaum
- Großes Triolett
- Alfelder Triolett

### Zwei- und Dreipaartänze
- Dölziger Mühle
- Erntetanz (Oldenburg)
- Hack und Zeh
- Krüz König
- Tamseler Dreigespann

### Kontertänze und Quadrillen
Kontertänze und Quadrillen werden auch Große Bunte genannt. Diese Tänze sind mit Abstand die beliebtesten Tänze in Norddeutschland, gefolgt von den Kreistänzen, den sog. Kleinen Bunten. Ein Tanz-Set besteht aus vier Tanzpaaren, die im Viereck Aufstellung nehmen, Front zur Mitte. Häufig wird zu Beginn und am Ende ein über 8 oder 16 Takte dauernder Anfangs- bzw. Schlußkreis getanzt. Es gibt jedoch etliche Ausnahmen. In Bezug auf Tempo, Figuren und Tanzschritten existieren Tänze in einer Vielzahl von Varianten und Variationen.
- Artländer Konter
- Föhringer Kontra
- Geestländer Quadrille
- Hetlinger Bandriter
- Holsteiner Dreitour
- Ratzeburger Viertour
- Sauerländer Quadrillen
- Sünnros
- Tangermünder Quadrille
- Viertüriger

### Kegeltänze
Kegeltänze sind Quadrillen mit fünf Paaren oder vier Paaren und einem Tänzer
- Königsquadrille
- Eldenaer Kegel
- Der fünfte Junge
- Henkenhagener Kegel

### Achtpaartänze
- Vierzehntouriger
- Großer Achter

## Kulturpflege
Neben den einzelnen, regional in Dörfern oder Städten ansässigen Volkstanzgruppen gibt es in ganz Deutschland auch übergeordnete Verbände, die auf Landes- oder auch Bundesebene arbeiten und als Dachverbände und Foren für den Erfahrungsaustausch fungieren. Im Bereich Norddeutschland sind besonders die Landesarbeitsgemeinschaften in Schleswig-Holstein und Niedersachsen sehr aktiv. In Schleswig-Holstein kommt außerdem noch der Landestrachtenverband dazu, der sich neben dem Volkstanz auch um die Trachten- und Brauchtumspflege kümmert.